# Università del Texas ad Arlington
L'Università del Texas ad Arlington (University of Texas at Arlington, abbreviata anche come UTA o UT Arlington) è un'università pubblica statunitense, situata ad Arlington, Texas, a metà strada tra Dallas e Fort Worth, facente parte della University of Texas.
L'università è la terza maggiore del Texas per numero di laureati.
L'istituto è stato fondato nel 1895 e ha fatto parte del Texas A&M University System per alcuni decenni fino ad unirsi alla  University of Texas nel 1965.
UT Arlington partecipa con 15 squadre sportive come membro della NCAA e della Sun Belt Conference; le squadre hanno il nome di Mavericks dal 1971.

## Storia

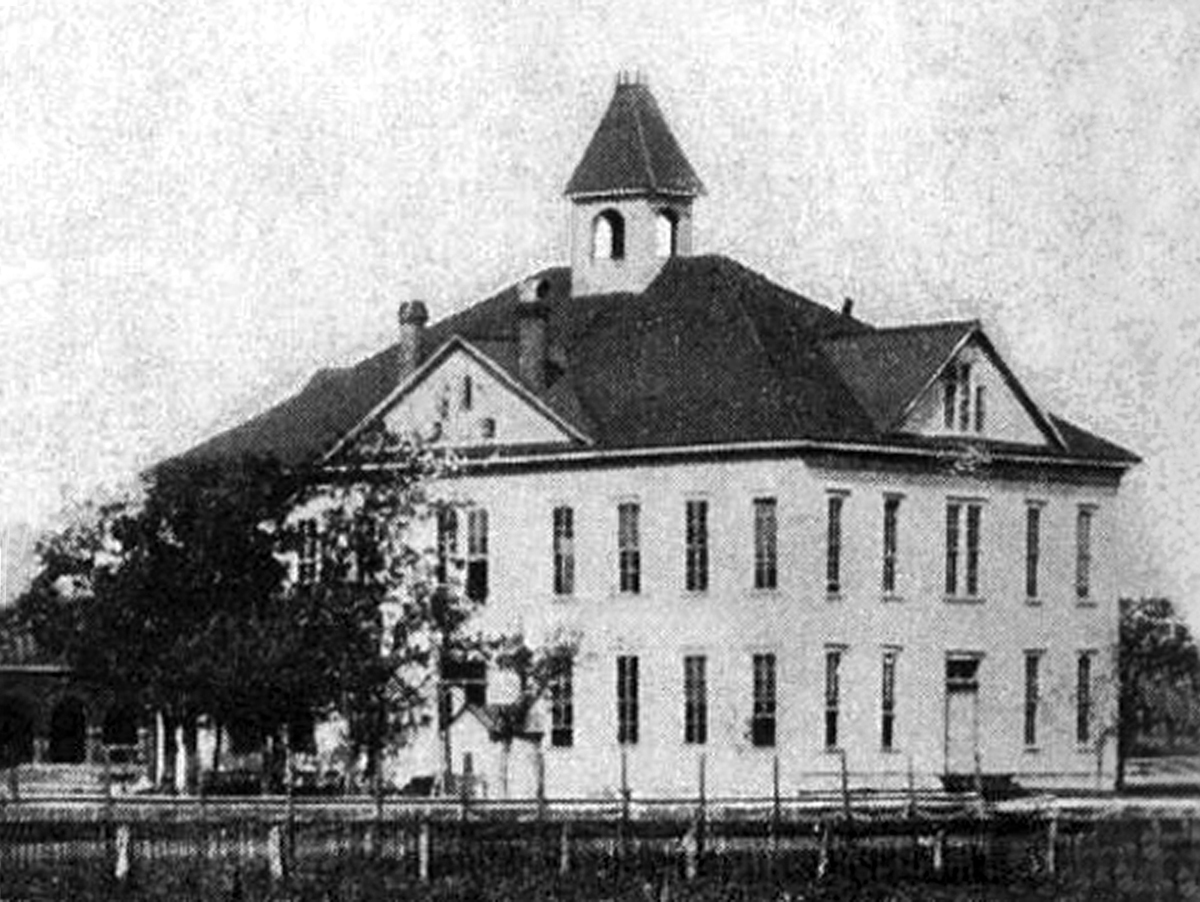
Una fotografia non datata del primo edificio del campus dell'Arlington College

## Organizzazione

### Colleges and schools
L'università consiste di 11 college e scuole (tra parentesi l'anno di fondazione):
- College of Engineering (1959)[5]
- College of Liberal Arts (1959)
- College of Architecture, Planning and Public Affairs (CAPPA) (2015)
- School of Social Work (1967)
- Graduate School (1966)[5]
- College of Science (1959)
- College of Nursing and Health Innovation (1976)
- University College (2010)
- College of Business (1959)
- College of Education (1963)
- Honors College (1998)